# 1760年代
1760年代（せんななひゃくろくじゅうねんだい）は、西暦（グレゴリオ暦）1760年から1769年までの10年間を指す十年紀。

## できごと

### 1760年
- 徳川家治、徳川幕府10代将軍となる。
- ジョージ3世、イギリス国王に即位。

### 1761年
- 第三次パーニーパットの戦いでドゥッラーニー朝がマラーター同盟を破る。

### 1762年
- エカチェリーナ2世、夫ピョートル3世を追放し、ロシア皇帝に即位。
- ジャン＝ジャック・ルソー、『社会契約論』を刊行。
- 9月15日（宝暦12年7月27日）- 桃園天皇が没し、第117代後桜町天皇が即位。

### 1763年
- フベルトゥスブルク条約。パリ条約の締結によって、七年戦争が終結。
- 本居宣長、賀茂真淵に出会い、『古事記』研究に進むことを決意（松阪の一夜）。

### 1764年
- 6月30日（宝暦14年6月2日） - 日本、改元して明和元年。

### 1765年
- 清緬戦争（ - 1769年）。

### 1766年
- ヘンリー・キャヴェンディッシュが水素を発見。

### 1767年
- 田沼意次が側用人になる。いわゆる「田沼時代」の始まり （ - 1786年）。
- 明和事件。

### 1768年
- プリトビ・ナラヤン・シャハ、ネパール王国を建国。

### 1769年
- ジェームズ・ワット、実用的な蒸気機関を発明。